# Scoloderus nigriceps
Scoloderus nigriceps is een spinnensoort in de taxonomische indeling van de wielwebspinnen (Araneidae).
Het dier behoort tot het geslacht Scoloderus. De wetenschappelijke naam van de soort werd voor het eerst geldig gepubliceerd in 1895 door Octavius Pickard-Cambridge.